# Andrzej Środoń
Andrzej Środoń (ur. 23 listopada 1908 w Stanisławowie, zm. 9 listopada 1998 w Krakowie) – polski paleobotanik, profesor nauk przyrodniczych, wykładowca Uniwersytetu Jagiellońskiego.

## Życiorys
Studiował na Uniwersytecie Jagiellońskim, równocześnie od 1933 był stypendystą w Biurze Delegata Ministerstwa Wyznań Religijnych i Oświecenia Narodowego ds. ochrony przyrody. W 1936 obronił pracę magisterską i został starszym asystentem w Instytucie Botaniki Uniwersytetu Jagiellońskiego. Uczestniczył w kampanii wrześniowej, a po jej upadku przez Węgry i Francję przedostał się do Wielkiej Brytanii, gdzie służył w polskich formacjach wojskowych, urlopowany od 1943 do 1945 był pracownikiem naukowym School of Botany w University of Cambridge. Po powrocie do kraju ponownie związał się zawodowo z Uniwersytetem Jagiellońskim, w 1946 został adiunktem, rok później uzyskał tytuł doktora nauk, a w 1955 profesora nadzwyczajnego, w tym samym roku został docentem. Dwa lata później objął stanowisko kierownika Zakładu Paleobotaniki Instytutu Botaniki Uniwersytetu Jagiellońskiego oraz uczestniczył w wyprawie na Spitsbergen. Od 1961 był kierownikiem Zakładu Paleobotaniki Instytutu Botaniki Polskiej Akademii Nauk (do 1978), w 1962 został profesorem zwyczajnym. Pomiędzy 1965 a 1978 zajmował stanowisko zastępcy dyrektora ds. naukowych Zakładu Paleobotaniki. Od 1971 przez czternaście lat redagował Acta Palaeobotanica, w 1967 został członkiem korespondencyjnym, a w 1976 członkiem rzeczywistym Polskiej Akademii Nauk, od 1972 przez sześć lat przewodniczył krakowskiemu oddziałowi Polskiego Towarzystwa Botanicznego, od 1980 był członkiem honorowym tego towarzystwa, członek Polskiego Towarzystwa Geologicznego. W 1978 przeszedł w stan spoczynku, Pozostawił ponad 120 publikacji naukowych, w tym ok. 60 prac naukowych, z których przeważająca część dotyczy historii roślinności czwartorzędu, wiele z nich stworzył wspólnie z Kazimierą Mamakową. Znakomitą ilustratorką jego prac była jego żona, profesor Maria Łańcucka-Środoniowa, m.in. publikacji „Flory plejstoceńskie z Tarzymiechów nad Wieprzem” (A. Środoń 1954).
Pochowany na cmentarzu Rakowickim w Krakowie. W dniu 21 kwietnia 1946 w kościele św. Anny w Wieprzu poślubił Marię Łańcucką, późniejszą profesorkę Instytutu Botaniki PAN. Mieli dwoje dzieci, syna Jana Środonia, profesora nauk o Ziemi i córkę Ewę Demianowską, geografkę.

## Odznaczenia
- Nagroda resortowa I stopnia (1973; zespołowa);
- Krzyż Kawalerski Orderu Odrodzenia Polski (1978);
- Złoty Krzyż Zasługi;
- Medal 30-lecia Polski Ludowej.